# Frankliniella exigua
Frankliniella exigua är en insektsart som beskrevs av Ian A. Hood 1925. Frankliniella exigua ingår i släktet Frankliniella och familjen smaltripsar. Inga underarter finns listade i Catalogue of Life.